# 島村美妃
島村 美妃（しまむら みき、1961年6月11日 - ）は、日本の元女優。
本名および改名前の芸名は成瀬 静江（なるせ しずえ）。

## 来歴・人物
東京都出身。身長152cm。
中学1年生の時に東映演技研究所に入所し、芸能のキャリアをスタート。堀越高等学校卒業後、専門学校アテネ・フランセに進学。1982年に芸名を、本名の成瀬静江から島村美妃に改名。1980年代中期頃まで芸能活動をしていた。
趣味はピアノ、読書、400㏄オートバイ。特技はスキンダイビング、スキューバダイビング（国際ライセンス取得）。学生時代から陸上競技、水泳とスポーツも得意だった。また性格面では“感動屋さん”と言われていたこともあった。

## 出演
（※ - 成瀬静江名義での出演）

### テレビドラマ
- 忍者キャプター （東京12チャンネル）- 第13話「まぼろしの大秘宝」（1976年6月30日）、第14話「火忍キャプターは二度死ぬ」（1976年7月7日） かすみ 役（※）
- 5年3組魔法組 （テレビ朝日）- 第20話「魔女ベルバラがだまされた?!」（1977年5月2日）（※）
- 特捜最前線 （テレビ朝日）
  - 第13話「愛・弾丸・哀」（1977年6月29日）（※）
  - 第54話「ナーンチャッテおじさんがいた!」（1978年4月12日）（※）
  - 第304話「炎の女 瓢湖からのたずね人!」（1983年3月16日）
  - 第338話「午前0時30分の証言者!」（1983年11月16日）
  - 第359話「哀・弾丸・愛 7人の刑事たち」（1984年4月11日）
  - 第372話「老刑事スニーカーを履く!」（1984年7月11日）
- 燃えろアタック （テレビ朝日） 内藤恵美（メソ）役、レギュラー（※）
- それゆけ!レッドビッキーズ （1980年-1981年、テレビ朝日） 岡田留美 役、レギュラー（※）
- 電子戦隊デンジマン （テレビ朝日）- 第30話「消えた盗んだ出た」（1980年8月23日） ゆかり 役（※）
- 源九郎旅日記 葵の暴れん坊 （テレビ朝日）
  - 第3話「港祭りの闇を斬れ!」（1982年5月22日） お時 役
  - 第21話「葉隠れは金魚侍と見つけたり」（1982年10月2日） お竹 役
- 遠山の金さん （テレビ朝日）- 第21話「母の告白! 二十年の秘密」（1982年8月26日）
- 連続テレビ小説 おしん （NHK総合、1983年-1984年） けい 役、レギュラー
- 大奥 （関西テレビ・フジテレビ系列）- 第42話「少女達の不良白書」（1984年1月24日）
- 銭形平次 （フジテレビ）- 852話～867話（1983年）おさと 役、レギュラー
- 火曜サスペンス劇場 極刑 （日本テレビ）（1982年11月23日）
- 火曜サスペンス劇場 青い幸福 （日本テレビ）（1983年6月14日）
- 日立テレビシティ ランドセルと目玉焼き （TBS）- 第1話（1983年9月14日）
- 必殺仕事人IV （朝日放送・テレビ朝日系）
  - 第13話「お加代 りつの殺しを頼まれる」（1984年1月27日）小雪 役
  - 第31話「加代 幽霊になる」（1984年6月1日）お弓 役
- 超電子バイオマン （テレビ朝日）- 第20話「プリンスの挑戦！」（1984年6月16日）プリンスに襲われた母親 役
- 影の軍団IV （関西テレビ・フジテレビ系列）- 第8話「闇にきらめく遊女の群れ」（1985年5月21日）
- 親戚たち （フジテレビ、1985年7月4日 - 9月26日）

### 映画
- 吉四六よ天を駆けろ （1976年7月10日公開、映画センター全国連絡会議配給）- 吉四六の娘・なつ 役（※）[6]
- 爆発! 750cc族 （1976年9月15日公開、東映）ピロ 役（※）
- B.スクランブル （1984年8月3日公開、にんじんくらぶ製作）[7]
- テラ戦士ΨBOY （1985年7月6日公開、東映）